# Om i mitt hjärta finns en vrå som fri från synd ej är
Om i mitt hjärta finns en vrå som fri från synd ej är är en psalmsång från 1889 med text och musik av den engelske frälsningsofficeren H. E. Beddall (död 1890), sångförfattare och tonsättare för Frälsningsarmén i England.

## Publicerad i
- Musik till Frälsningsarméns sångbok 1907 som nr 56.
- Frälsningsarméns sångbok 1929 som nr 177 under rubriken "Helgelse - Bön om helgelse och Andens kraft".
- Frälsningsarméns sångbok 1968 som nr 215 under rubriken "Helgelse".
- Frälsningsarméns sångbok 1990 som nr 441 under rubriken "Helgelse".